# Verfeil, Haute-Garonne

Verfeil este o comună în departamentul Haute-Garonne din sudul Franței. În 2009 avea o populație de 3.070 de locuitori.

## Evoluția populației
| An        | 1975  | 1982  | 1990  | 1999  | 2006  | 2009  |
| --------- | ----- | ----- | ----- | ----- | ----- | ----- |
| Populație | 1.734 | 2.000 | 2.265 | 2.504 | 2.914 | 3.070 |

## Monumente

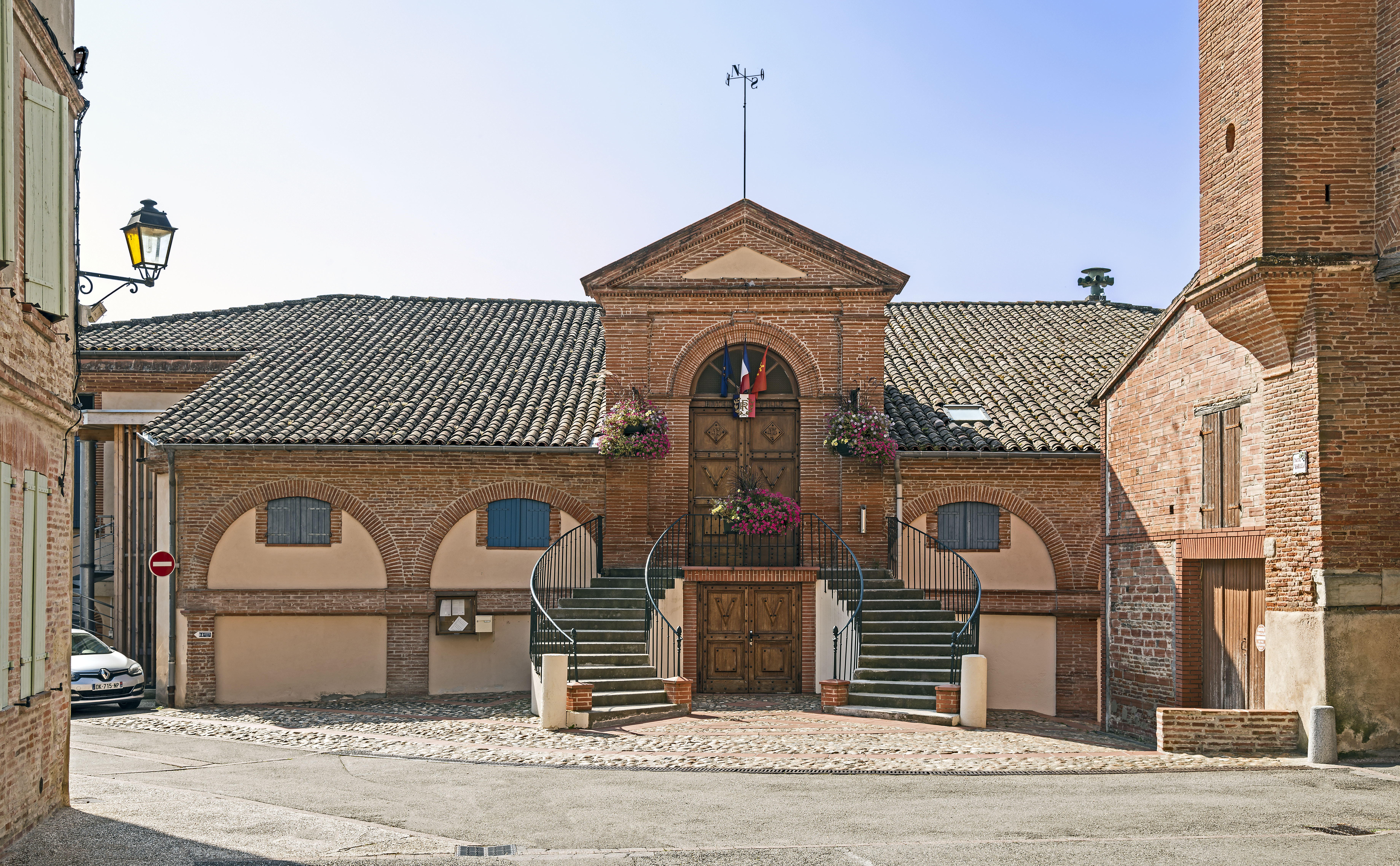
Primăria.
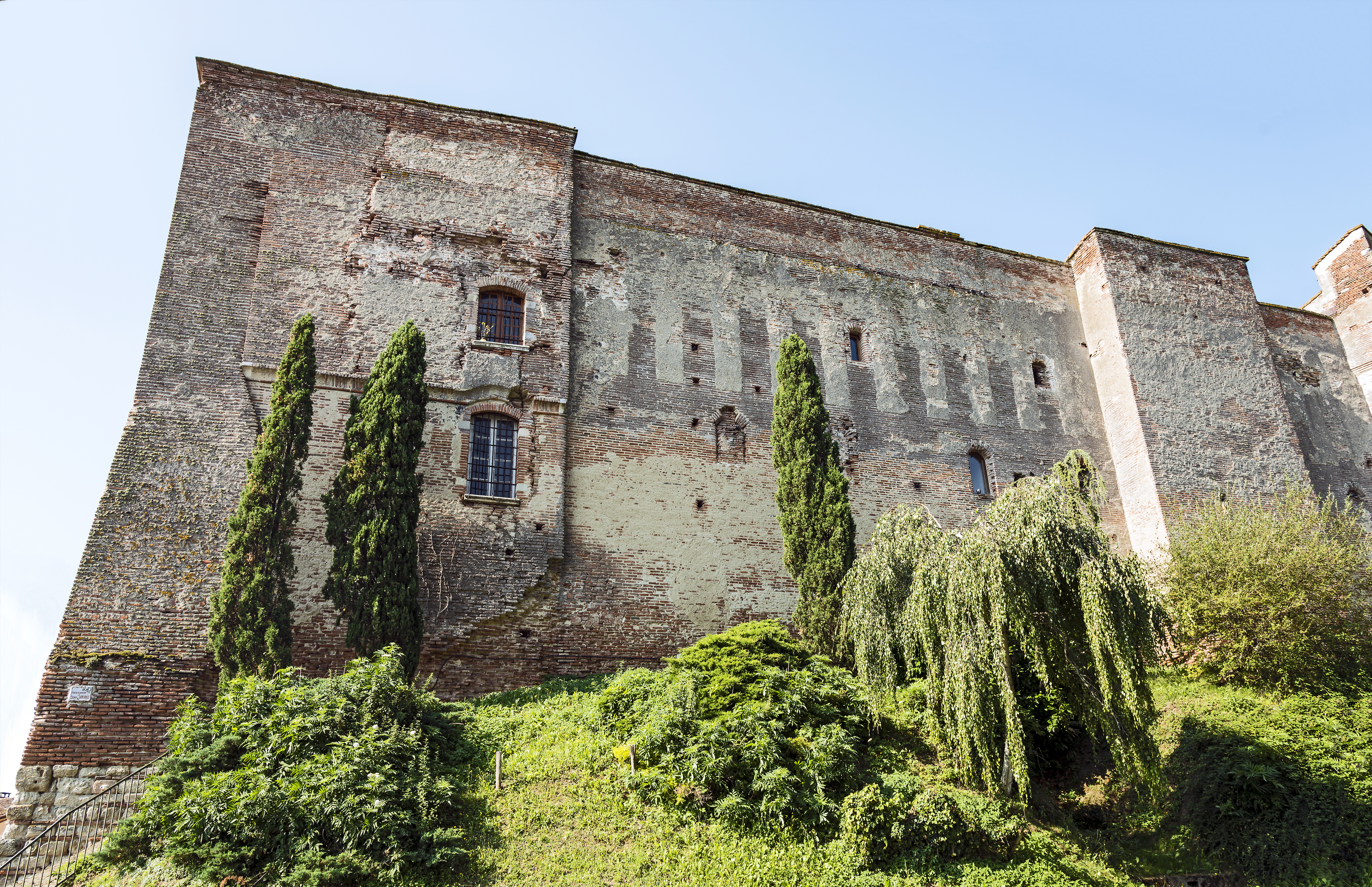
Castelul.
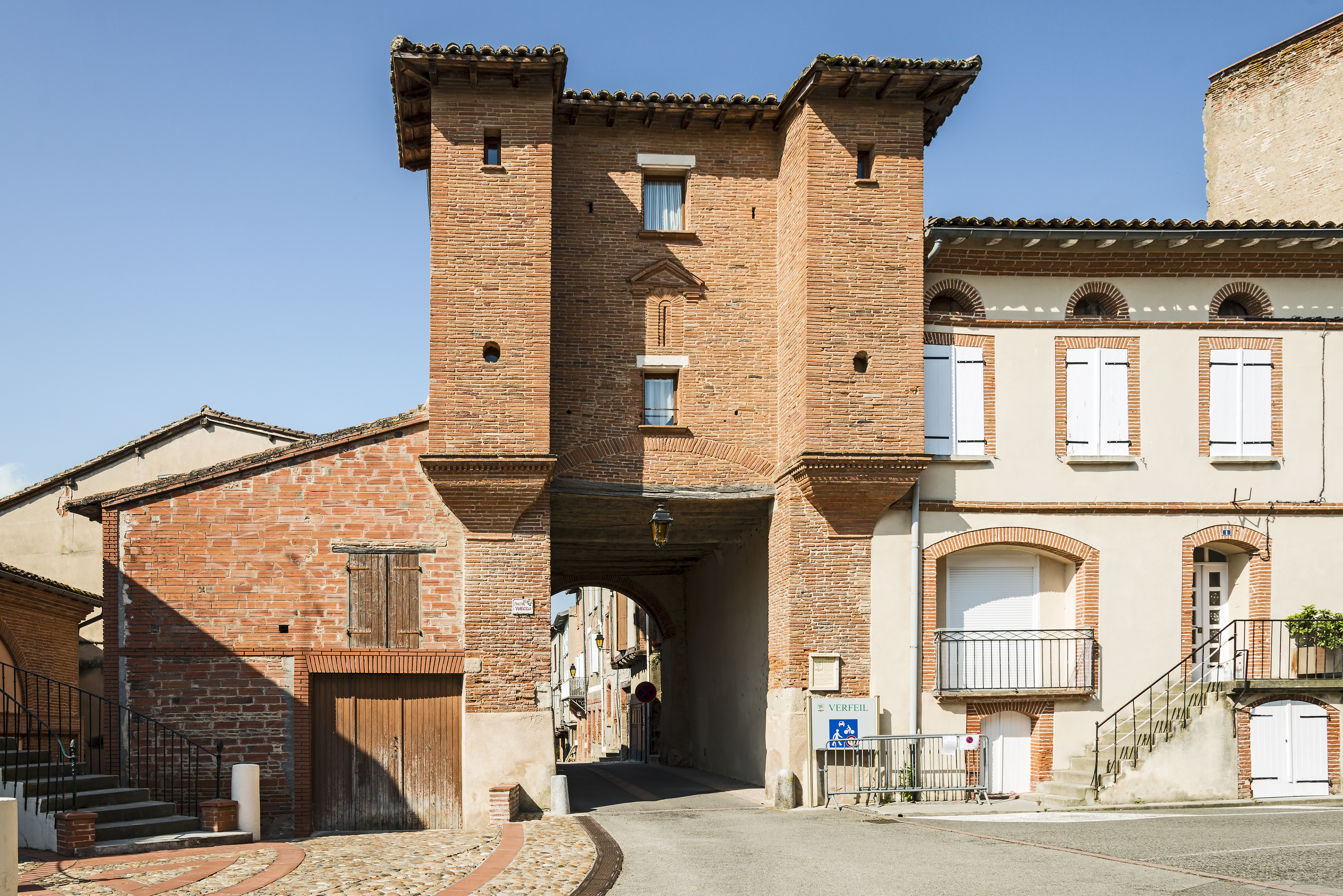
Poarta "Vaureze".
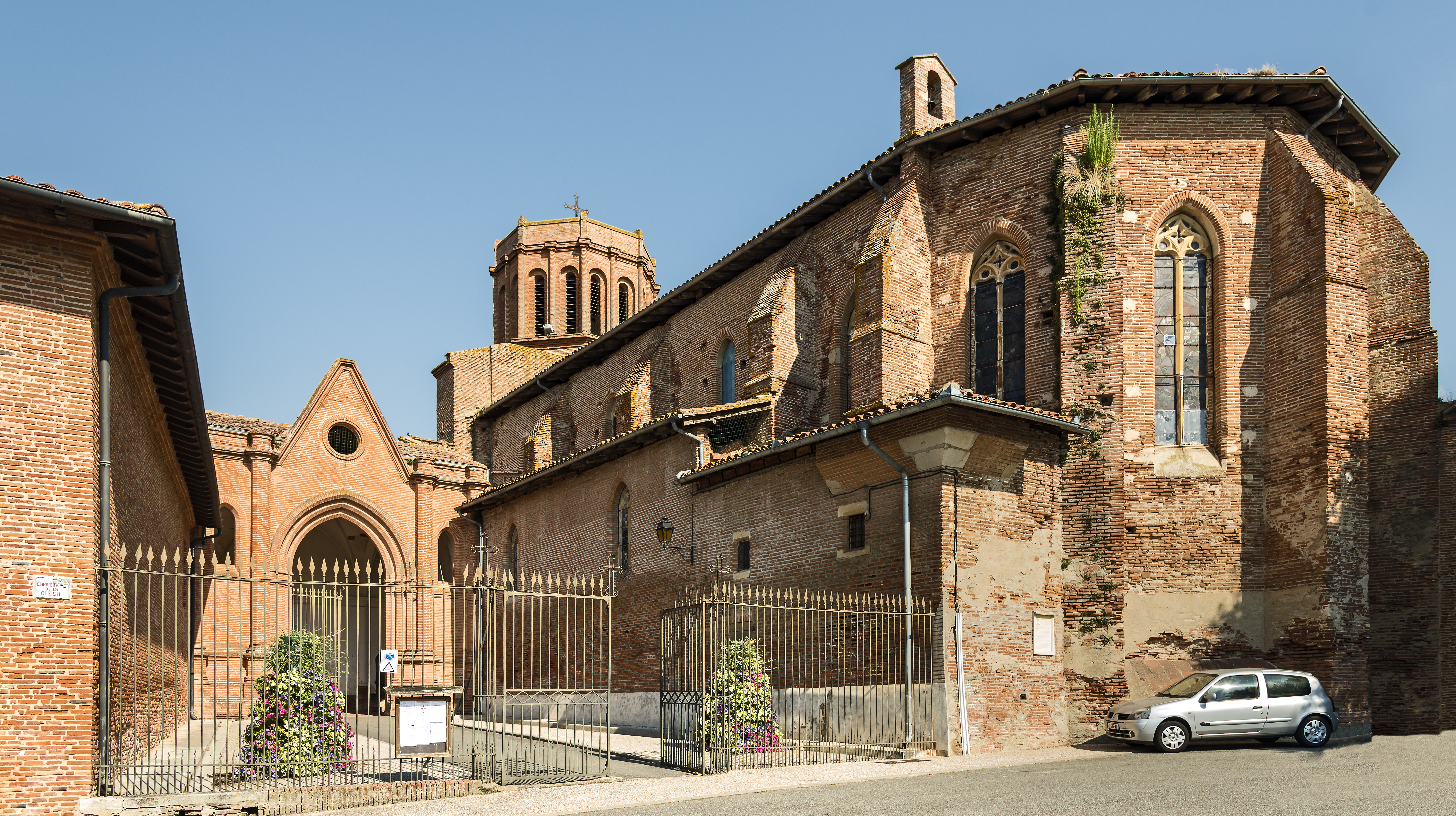
Biserica "Sfântul Blaise".
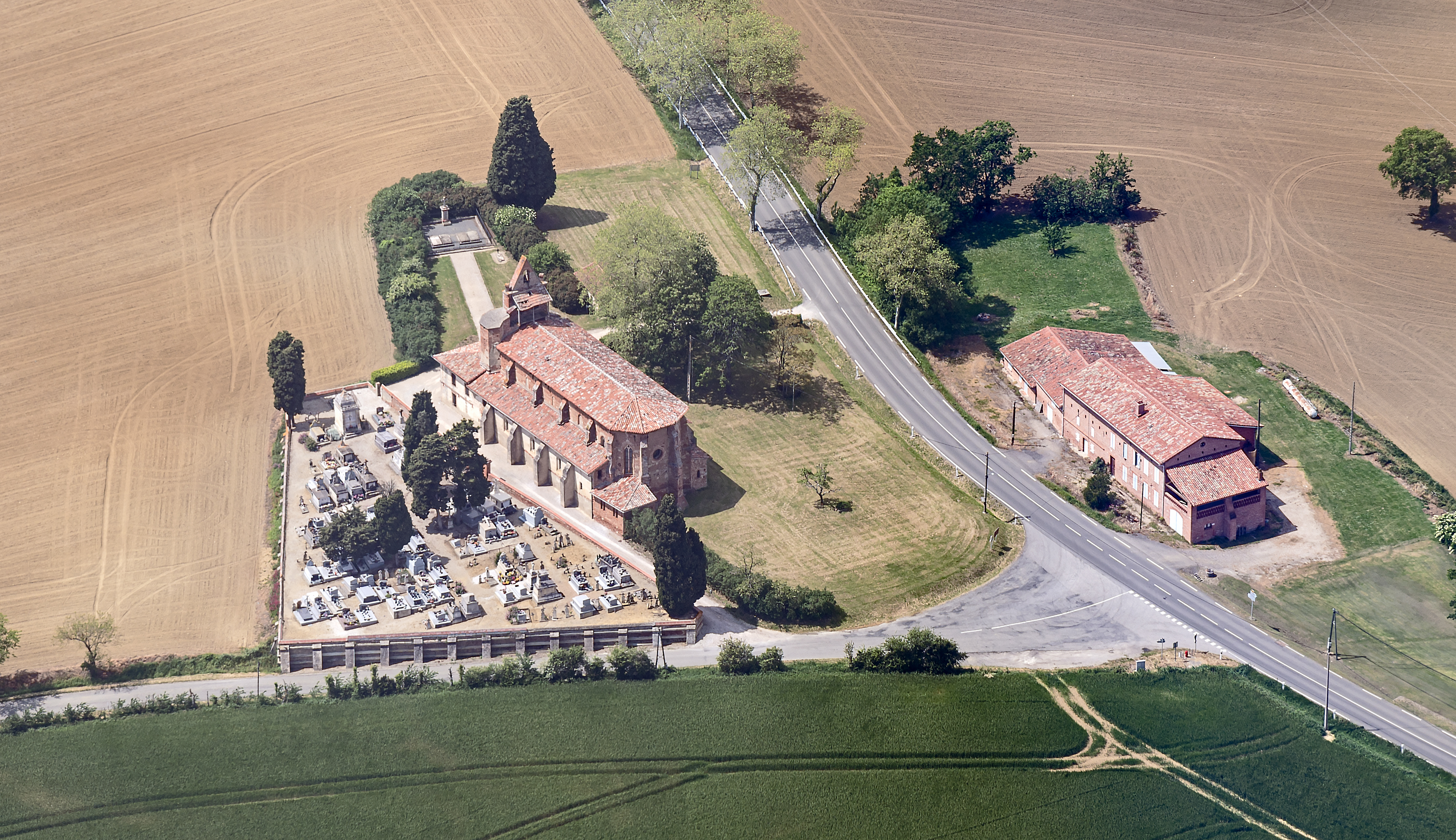
Biserica "Saint-Sernin-des-Rais".
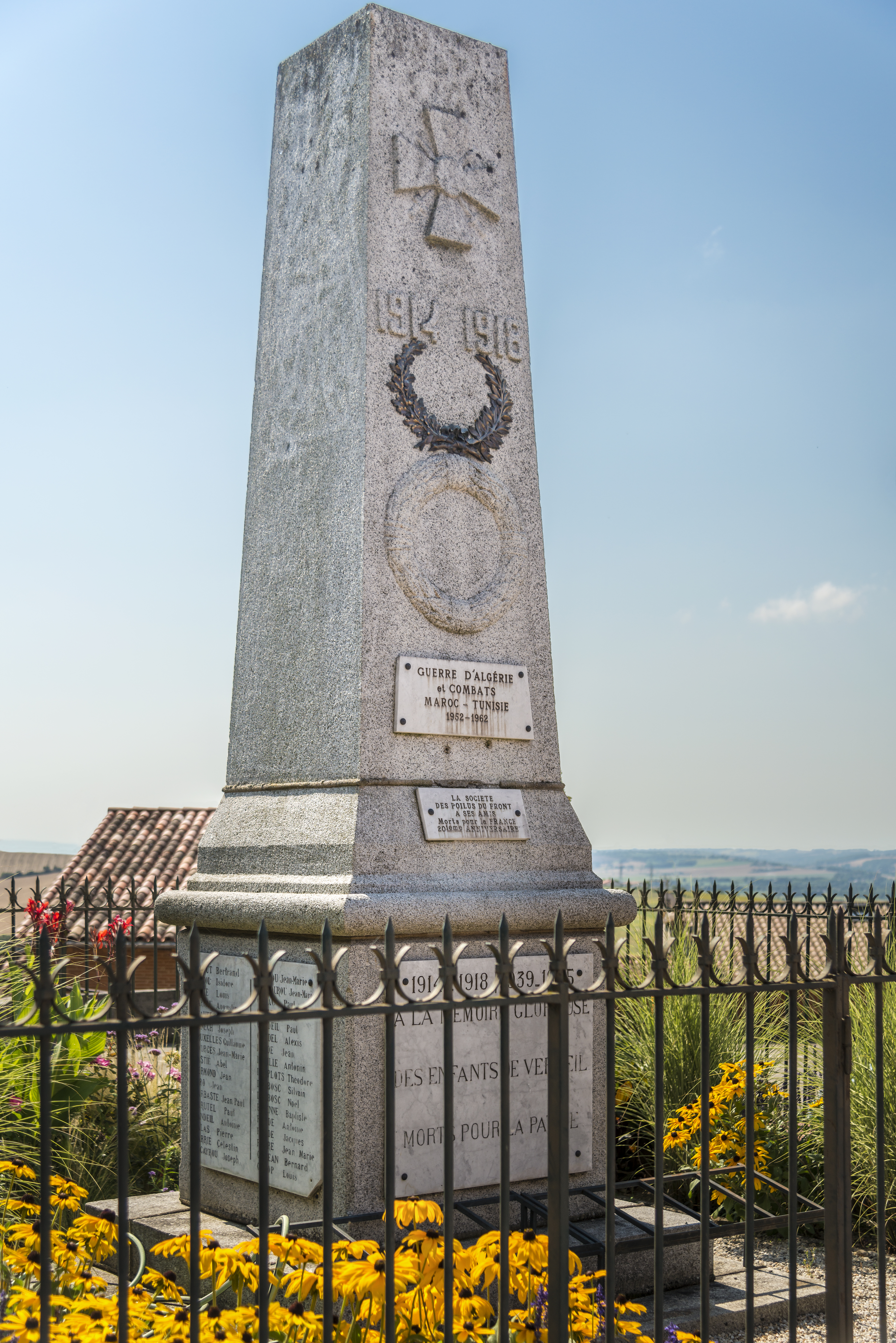
Memorialul Războiului